# Peter Waller (Abenteurer)
Peter Waller (* 21. Oktober 1891 in Budapest; † 8. September 1971 in Wien) war ein politischer Abenteurer und selbsternannter Messias.

## Leben
Peter Waller war bis 1918 österreichischer Hauptmann. Er gründete Ende 1926 eine Wardanieri-Kompanie mit dem Ziel das "Reich Mora" im Morgenland zu suchen. Es entstand das "Projekt Äthiopien" mit dem Ziel sein Hewo zu gründen.
Waller wollte sein Reich mit österreichischen Arbeitslosen und Arbeitslosen aus den ehemaligen Kronländern errichten und auch eine neue Sprache erfinden. Er selbst bezeichnete sich als Wodosch der Warden und verkündete in der Lobau vor den künftigen Auswanderern seine Heilslehre.
Er dürfte eine durchaus charismatische wenn auch psychisch nicht ganz stabile Persönlichkeit gewesen sein. Die Zeitungen bezeichneten ihn als den "Messias von der Lobau" und seine Anhängerschaft ging zeitweise in die Zehntausende. Auch Luxemburger waren dabei und es gab auch eine Münchner Sektion. In der Wochenzeitschrift für Kolonisation, Auslandswirtschaft und Verkehr "Übersee" erschien zwischen 1918 und 1935 die ständige Rubrik "Die Wardanieri Bewegung".
Am 3. Mai 1928 startete eine Gruppe von 140 abenteuerlich uniformierten Wardanieri mit Frauen und Kindern nach einem Bittgottesdienst in der Kirche von Mauer bei Wien zu Fuß über den Semmering Richtung Tarvis mit dem Ziel Abessinien. Nach wochenlangen Marsch wurde der erschöpften Gruppe von den Italienern die Einreise nach Italien verweigert. Es kam zu Tumulten und alle mussten zurück nach Wien, München und Luxemburg.
1934 fährt er nach Ecuador, als „Oberst des Kolonisierenden Sanitätsdienstes im Ekuadorischen Roten Kreuz“ wie er selbst beschrieb, um einen anderen geeigneten Platz für seine Wardanieri zu finden.
Nach der Auflösung seiner Bewegung 1935 zog sich Waller als "Großfürst in Pension" ins Pensionistenleben zurück um 1938 noch ein letztes Mal aufzuzeigen. In einem Brief an die Reichskanzlei versuchte er Hitler eine Leibwache einzureden, die aus Manabí-Indianern, einer Ethnie Ecuadors bestehen sollte. Ob Hitler jemals geantwortet hat, ist unbekannt.
Waller war danach als Gutsverwalter und später bis Mitte der 1950er Jahre als Bürogehilfe eines deutschen Verlags in Wien tätig.